# Hyllus lwoffi
Hyllus lwoffi là một loài nhện trong họ Salticidae.
Loài này thuộc chi Hyllus. Hyllus lwoffi được Lucien Berland & Millot miêu tả năm 1941.